# Dendropsophus meridensis
La ranita meridena (Dendropsophus meridensis) es una especie de anfibios de la familia Hylidae.
Es endémica de los estados de Mérida y Táchira (Venezuela) y los departamentos de Norte de Santander y Boyacá (Colombia).
Sus hábitats naturales incluyen montanos secos, marismas de agua dulce y corrientes intermitentes de agua. Está amenazada de extinción por la destrucción de su hábitat natural.